# لئو جونیور
لئوویگیلدو لینس دا گاما جونیور با نام کامل (به پرتغالی: Leovegildo Lins da Gama Júnior) مدافع، هافبک اهل برزیل است که در شهر ژواو پسوا، پارائیبا و در تاریخ ۲۹ ژوئن ۱۹۵۴ به دنیا آمده‌است.
لئوویگیلدو لینس دا گاما جونیور در تیم‌های فوتبال فلامینگو ،تورینو،دلفینو پسکارا،فلامینگو سابقهٔ حضور دارد. این بازیکن همچنین در سال، 1979 – 1992 70 بار برای، تیم ملی فوتبال برزیل به میدان رفته‌است و طی این مدت 9 گل به ثمر رسانده‌است.